# جائزة سنغافورة الكبرى 2017
جائزة سنغافورة الكبرى 2017 هو سباق فورمولا 1 أقيم بتاريخ 17 سبتمبر 2017 في حلبة شارع مارينا باي، سنغافورة. كان الرابع عشر من أصل 20 في بطولة العالم لسباقات الفورمولا واحد موسم 2017. حلّ البريطاني لويس هاملتون أولا بينما جاء الأسترالي دانيل ريكاردو في المركز الثاني وحصل على المركز الثالث الفنلندي فالتيري بوتاس. بلغ الحضور 260,400.

## الترتيب النهائي
|         | الترتيب | السائق        | النقاط |
| ------- | ------- | ------------- | ------ |
|         | 1       | لويس هاملتون  | 263    |
|         | 2       | سباستيان فيتل | 235    |
|         | 3       | فالتيري بوتاس | 212    |
|         | 4       | دانيل ريكاردو | 162    |
|         | 5       | كيمي رايكونن  | 138    |
| المصدر: |         |               |        |